# أبين (محافظة)
محافظة أَبْيَن محافظة يمنية تقع في الجنوب الشرقي للعاصمة صنعاء، وتبعد عنها بمسافة تصل إلى 427 كيلو متر وعاصمتها زنجبار وتتصل من الشرق بمحافظة شبوة ومن الغرب بمحافظتي عَدْن ولحج ومن الشمال بمحافظتي شَبْوَة والبَيْضاء إلى جانب أجزاء من يافع العليا، أما من الجنوب فيحدها البحر العربي الذي تطل عليه شواطئها. يشكل سكان المحافظة ما نسبته 2.2% من إجمالي سكان اليمن، ويبلغ عدد مديرياتها 11 مديرية، مدينة زنجبار مركز المحافظة، وتعد الزراعة والاصطياد السمكي النشاط الرئيسي لسكان المحافظة، إذ تشكل المحاصيل الزراعية ما نسبته 4.4% من إجمالي الإنتاج الزراعي في الجمهورية، وأهم المحاصيل الزراعية المنتجة في المحافظة القطن طويل التيله والخضروات والفواكه.
خضعت هذه المحافظة لحكم الاستعمار البريطاني كغيرها من المحافظات الجنوبية. ومن أشهر مديرياتها زنجبار وجعار. وتشتهر هذه المحافظة بالزراعة وخصوصا زراعة السمسم وإستخلاص زيته حيث يوجد فيها آلاف الهكتارات المزروعة بأنواع الفاكهة والنخيل كما تشتهر بثروتها الحيوانية.

## الجغرافيا
تقع محافظة أبين على الشريط الساحلي لبحر العرب الذي يمتد إلى أكثر من (300) كيلو متراً  وتبعد عن العاصمة مسافة (427) كيلو متراً وتتصل المحافظة بمحافظتي شبوة والبيضاء من الشمال، البحر العربي من الجنوب، محافظة شبوة من الشرق ومحافظتي لحج وعدن من الغرب.
تبلغ مساحة محافظة أبين حوالي (21489 كم²) تتوزع في عشر مديريات وتعتبر مديرية خنفر أكبر المديريات مساحة (4398 كم²) وأصغر المديريات مديرية رصد وتبلغ مساحتها (198 كم²). السكان يبلغ عدد سكان محافظة ابين وفقاً لنتائج التعداد العام للسكان والمساكن والمنشآت لعام 2004م (433,819) نسمة وينمو السكان سنويًا بمعدل (2.47%).

## المناخ
يسود المحافظة نوعان من المناخ ففي المناطق الجبلية يسودها مناخ معتدل إلى دافئ في فصل الصيف وبارد في فصل الشتاء أما الأجزاء الجنوبية فإنها تكون حارة صيفًا ودافئة شتاءً.
| البيانات المناخية لـمحافظة أبين                               | البيانات المناخية لـمحافظة أبين | البيانات المناخية لـمحافظة أبين | البيانات المناخية لـمحافظة أبين | البيانات المناخية لـمحافظة أبين | البيانات المناخية لـمحافظة أبين | البيانات المناخية لـمحافظة أبين | البيانات المناخية لـمحافظة أبين | البيانات المناخية لـمحافظة أبين | البيانات المناخية لـمحافظة أبين | البيانات المناخية لـمحافظة أبين | البيانات المناخية لـمحافظة أبين | البيانات المناخية لـمحافظة أبين | البيانات المناخية لـمحافظة أبين |
| الشهر                                                         | يناير                           | فبراير                          | مارس                            | أبريل                           | مايو                            | يونيو                           | يوليو                           | أغسطس                           | سبتمبر                          | أكتوبر                          | نوفمبر                          | ديسمبر                          | المعدل السنوي                   |
| ------------------------------------------------------------- | ------------------------------- | ------------------------------- | ------------------------------- | ------------------------------- | ------------------------------- | ------------------------------- | ------------------------------- | ------------------------------- | ------------------------------- | ------------------------------- | ------------------------------- | ------------------------------- | ------------------------------- |
| متوسط درجة الحرارة الكبرى °م (°ف)                             | 29.0 (84.2)                     | 29.0 (84.2)                     | 31.0 (87.8)                     | 33.0 (91.4)                     | 38.0 (100.4)                    | 38.0 (100.4)                    | 40.0 (104.0)                    | 36.0 (96.8)                     | 37.0 (98.6)                     | 35.0 (95.0)                     | 32.0 (89.6)                     | 30.0 (86.0)                     | 34.0 (93.2)                     |
| متوسط درجة الحرارة الصغرى °م (°ف)                             | 22.0 (71.6)                     | 20.0 (68.0)                     | 19.0 (66.2)                     | 23.0 (73.4)                     | 26.0 (78.8)                     | 28.0 (82.4)                     | 25.0 (77.0)                     | 25.0 (77.0)                     | 27.0 (80.6)                     | 23.0 (73.4)                     | 22.0 (71.6)                     | 21.0 (69.8)                     | 23.4 (74.2)                     |
| المصدر: أرشيف الأحوال الجوية في مطار (عدن)محافظة ابين -زنجبار |                                 |                                 |                                 |                                 |                                 |                                 |                                 |                                 |                                 |                                 |                                 |                                 |                                 |

## التضاريس
تتوزع تضاريس محافظة أبين بين جبال في أطرافها الشمالية وهضاب في وسطها وسهول ساحلية طويلة في أطرافها الجنوبية وهي تنقسم إلى نوعين المناطق الجبلية والمناطق السهلية والساحلية

### المرتفعات الجبلية
تتركز في الشمال والشمال الغربي للمحافظة وتعتبر مديريات رصد وسباح وسرار من أكثر المديريات من حيث تضاريس سطحها تتمركز الجبال والمرتفعات فيها ذات الانحدارات الشديدة ومستوى سطح مديرية رصد في الارتفاع ما بين (2000-2300) متر فوق مستوى سطح البحر وأشهر الجبال فيها جبل أرحب (2166) متر جبل يثوب في مديرية سباح وجبل اجرم (2350 م) وجبل القارة والمطور جميعها في مديرية رصد كذلك جبل الحمر (2044 م) وجبل البدا (1952 م) جميعها في مديرية سرار وفي مديرية لودر توجد العديد من الجبال أهمها جبل ثرة الذي يزيد ارتفاعه عن (2000 م) وجبل كيران (1889 م) وفي مديرية الوضيع جبل المشرافة (1304 م) وجبال يبور والوكر وردوم. في مديرية مودية جبل وجر (1262 م) وهناك بعض المرتفعات المتفرقة في الأجزاء الجنوبية من المحافظة ومن أهمها جبال العريس المراقشة والمكيل.

### الأودية
| اسم الوادي                                                            | المديرية التي يقع فيها |
| --------------------------------------------------------------------- | ---------------------- |
| وادي حسان ووادي بناء                                                  | مديرية خنفر وزنجبار    |
| وادي حنبة                                                             | مديرية سباح            |
| وادي طنه                                                              | مديرية رصد             |
| وادي حطاط                                                             | مديرية سرار            |
| وادي نخعان ووادي النقع                                                | مديرية الوضيع          |
| وادي السائلة البيضاء ووادي الصعيد ووادي امعدية ووادي حلحال ووادي احور | مديرية لودر            |
| وادي ديقة                                                             | مديرية المحفد          |
| وادي لمة ووادي دومة                                                   | مديرية جيشان           |

### الشواطئ
يمثل الجزء الجنوبي للمحافظة شريطًا ساحليًا يمتد من الطرف الغربي للمحافظة حتى طرفها الشرقي عن الحدود مع شبوة وينتشر على هذا الشريط الكثير من التجمعات السكانية أهمها مدينة شقرة ومدينة احور ويعتبر هذا الشريط من الشواطئ الجميلة والجاذبة المطلة على البحر العربي. ويوجد العديد من القيعان والسهول في المحافظة أهمها قاع القلاسي وقاع امعين وقاع الحاق.

## التقسيم الإداري
في التقسيم الإداري، بالرغم من أن كل مديريات محافظة أبين لا تشمل أكثر من عزلة واحدة لكل مديرية، وتطابق عدد سكان العزلة مع المديرية، إلا أنه كان لابد من وجود عزل في المديريات ليتم إلحاق القرى بها حسب ترتيب التقسيم الإداري.
| #  | المديرية      | عزل المديرية | القرى |
| -- | ------------- | ------------ | ----- |
| 1  | مديرية المحفد | عزلة المحفد  |       |
| 2  | مديرية مودية  | عزلة مودية   |       |
| 3  | مديرية جيشان  | عزلة جيشان   |       |
| 4  | مديرية لودر   | عزلة زارة    |       |
| 5  | مديرية سباح   | عزلة سباح    |       |
| 6  | مديرية رصد    | عزلة القارة  |       |
| 7  | مديرية سرار   | عزلة سرار    |       |
| 8  | مديرية الوضيع | عزلة الوضيع  |       |
| 9  | مديرية أحور   | عزلة أحور    |       |
| 10 | مديرية زنجبار | عزلة زنجبار  |       |
| 11 | مديرية خنفر   | عزلة جعار    |       |

### المدن
تشمل المحافظة المدن التالية : زنجبار - المحفد - مودية - لودر - مكيراس - رصد - أحور - زنجبار - جعار - الكود - الحصن - عبر عثمان.
| المدينة            | أحياء المدينة |
| ------------------ | --- |
| أحياء مدينة زنجبار | حي الطميسي · حي ناجي · حي فرحان · حي عبد الباري                                                                          |
| أحياء مدينة المحفد | حي 5 أكتوبر |
| أحياء مدينة مودية  | حي فحمان · حي 14 أكتوبر                                                                                                  |
| أحياء مدينة أحور   | حي مايو · حي الانتفاضة · حي با ذيب                                                                                       |
| أحياء مدينة جعار   | حي سعيد علي حيدره · حي محمد ثابت · حي قائد صائل · حي قاسم عبد الله · حي يسلم صالح · حي التعويضات ·حي المثلث · حي المحراق |
| أحياء مدينة الكود  | حي ناجي · حي بدر · حي صالح جميع                                                                                          |
| أحياء مدينة الحصن  | حي عبد الله محسن · حي 7 أكتوبر                                                                                           |

## السكان
يبلغ عدد سكان محافظة أبين وفقاً لنتائج التعداد العام للسكان والمساكن والمنشآت لعام 2004م (433,819) نسمة بمعدل نمو سنوي يبلغ (2.47%).
| م                             | المديرية                      | المساحة (كم 2)                | الكثافة (نسمة /كم2) | عدد المساكن | عدد الأسر | إجمالي السكان المقيمين | إجمالي السكان المقيمين | إجمالي السكان المقيمين |
| م                             | المديرية                      | المساحة (كم 2)                | الكثافة (نسمة /كم2) | عدد المساكن | عدد الأسر | عدد الذكور             | عدد الإناث             | إجمالي السكان          |
| ----------------------------- | ----------------------------- | ----------------------------- | ------------------- | ----------- | --------- | ---------------------- | ---------------------- | ---------------------- |
| 1                             | مديرية المحفد                 | 2,256                         | 11.92               | 3199        | 3556      | 13621                  | 13249                  | 26870                  |
| 2                             | مديرية موديه                  | 992                           | 36.26               | 4834        | 4322      | 17813                  | 17066                  | 34879                  |
| 3                             | مديرية جيشان                  | 824                           | 18.12               | 1492        | 1557      | 7649                   | 7151                   | 14800                  |
| 4                             | مديرية لودر                   | 2,166                         | 40.81               | 11658       | 10910     | 45456                  | 42699                  | 88155                  |
| 5                             | مديرية سباح                   | 361                           | 44.03               | 2092        | 2158      | 8061                   | 7885                   | 15946                  |
| 6                             | مديرية رصد                    | 198                           | 263.19              | 6166        | 6958      | 27354                  | 27471                  | 54825                  |
| 7                             | مديرية سرار                   | 746                           | 20.32               | 2392        | 2363      | 7360                   | 7733                   | 15093                  |
| 8                             | مديرية الوضيع                 | 618                           | 37.78               | 3182        | 2982      | 11951                  | 11449                  | 23400                  |
| 9                             | مديرية أحور                   | 4,384                         | 5.72                | 3478        | 3951      | 12929                  | 12317                  | 25246                  |
| 10                            | مديرية زنجبار                 | 2,199                         | 11.24               | 3990        | 3934      | 13123                  | 12401                  | 25524                  |
| 11                            | مديرية خنفر                   | 2,199                         | 52.81               | 16501       | 16137     | 55890                  | 53154                  | 109044                 |
| أخـرى(خاص بعدد السكان والأسر) | أخـرى(خاص بعدد السكان والأسر) | أخـرى(خاص بعدد السكان والأسر) |                     |             | 5         | 19                     | 18                     | 37                     |

### شخصيات من المحافظة
1. عبد ربه منصور هادي رئيس الجمهورية اليمنية.
2. علي ناصر محمد الرئيس السابق لجنوب اليمن.
3. سالم ربيع علي الرئيس السابق.
4. محمد ناصر أحمد وزير الدفاع.
5. علي حسين عشال عضو مجلس النواب.
6. حسين محمد عرب وزير الداخلية السابق.
7. محمد علي أحمد محافظ أبين السابق.
8. توفيق علي منصور الجنيدي (حوس) مؤسس اللجان الشعبية.
9. محمد مهدي علي غيثان قائد المحور الشرقي سابقاً
10. علي عمر سعيد الكازمي قائد المحور الغربي (سابقاً)
11. د.عدنان عمر الجفري محافظ محافظة عدن (سابقاً)
12. سالم منصور حيدرة عضو مجلس نواب 2003- الآن.
13. د. عيدروس نصر ناصر عضو مجلس النواب 2003 - الآن - شاعر وأديب وكاتب.
14. سعيد علي خباره سفير اليمن الجنوبي السابق في العاصمة البريطانية لندن.
15. أحمد الرهوي، رئيس حكومة أنصار الله الحوثيون في صنعاء.

## الثقافة

### المتاحف
متحف زنجبار بمدينة زنجبار بمحافظة أبين، افتتح في عام 1981 يضم آثار محافظة أبين، وأغلبها آثار إسلامية إلى جانب الآثار القديمة والعادات والتقاليد.
متحف المشهور بمدينة أحور ويضم العديد من المخطوطات الأثرية ومقتنيات من الحياة الأبينية القديمة ويستعرض جانب من تاريخ سلطنة العوالق السفلى التي قامت بالمدينة.

## مناطق وأماكن سياحية
تتوزع جغرافيا بين سهل ساحلي وارتفاعات على هيئة هضبة، وبين جبالها وهضابها توجد وديان، وأشهرها وادي بناء ووادي حسان، بينهما تقع دلتا أبين، ويخترق محافظة أبين طريق ساحلي هام يمتد مئات الكيلومترات من عدن في الغرب إلى محافظة شبوة في الشرق، مروراً بشاطئ البحر العربي، والطريق يمر بعدد من المواقع السياحية والمدن والقرى بمحاذاة البحر العربي.

### الطبيعية
مدينة زنجبار: عاصمة محافظة أبين على مسافة 60 كيلومترا من عدن شرقا وتقع عند دلتا أبين الزراعية.
مدينة جعار: أقدم المعالم فيها جبل وحصن خنفر الذي يبعد عنها بضعة كيلومترات، وهو موقع سياحي يطل على دلتا أبين وسد باتيس التحويلي.
مدينة شقرة: مدينة على ساحل البحر العربي وهي أهم ميناء للاصطياد، فيها يقع مصنع تعليب الأسماك على بعد 57 كيلومتراً عن مدينة زنجبار باتجاه الشمال الشرقي ومودية منازلها عالية وجميلة وقوام بنائها الطين، تقع في سهل زراعي خصيب يشتهر بزراعة القطن والتبغ والفاكهة منها البرتقال والموز والمانجو والباباي وقليل من البن.

### العلاجية
السياحة العلاجية في منطقة الحامي على مسافة 178 كيلومترا من زنجبار يوجد ينبوع كبريتي يزار يوميا للاستشفاء، أما منطقة (المحفد) فهي مركز تسوق للقرى المجاورة، وتمتاز محافظة أبين بمقومات سياحية واعدة في نطاق السياحة البيئية.

### الشواطئ
شاطئ لاريب والشيخ عبد الله والبندر كلها شواطئ جذابة ذات رمال بيضاء ساحرة ومياه زرقاء نقية وأجواء هادئة ورائعة تنتظر المشاريع السياحية الاستثمارية.

## معرض الصور

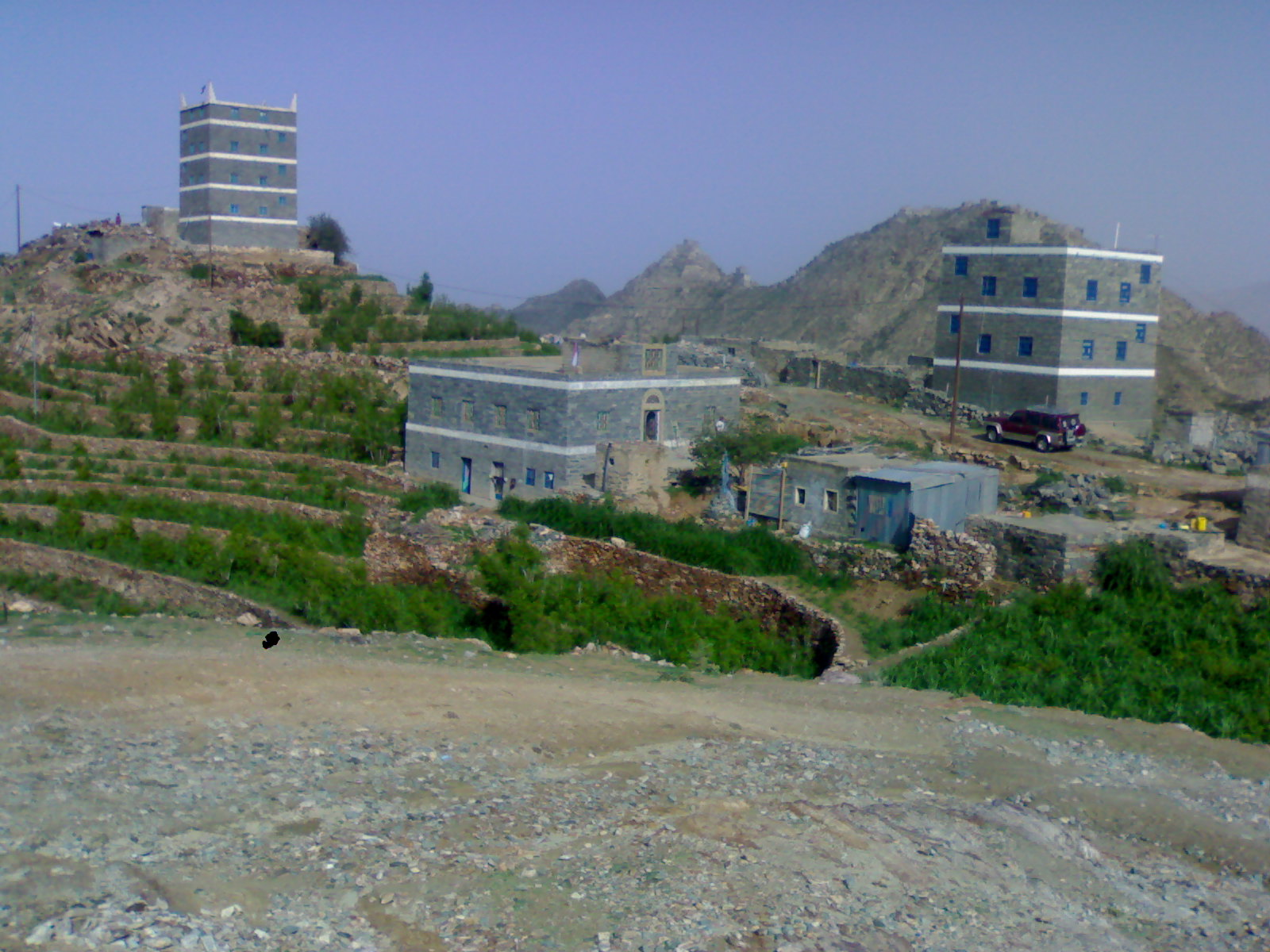
حبيل الطحلة
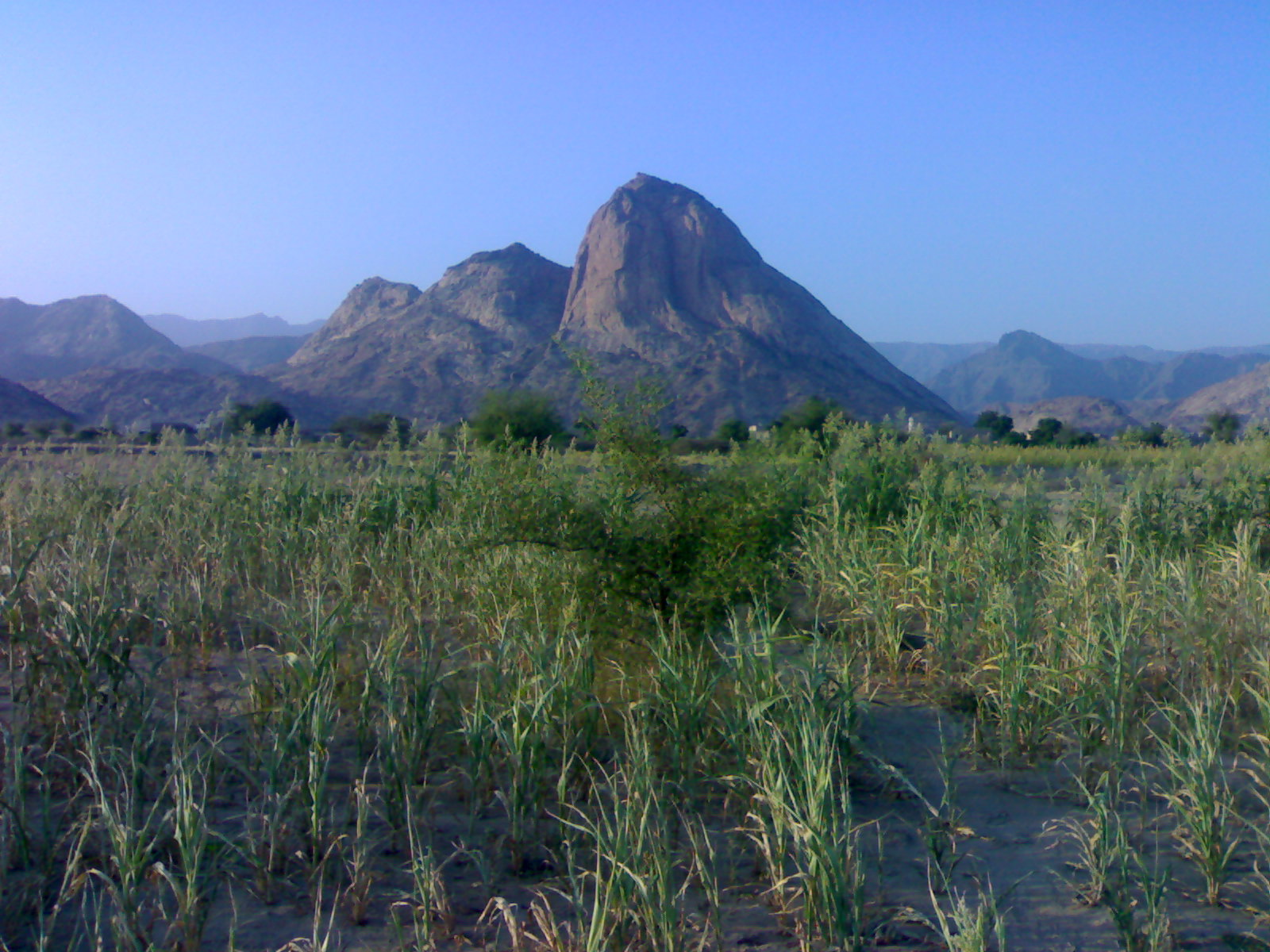
جبل زرب امصعام دثينة
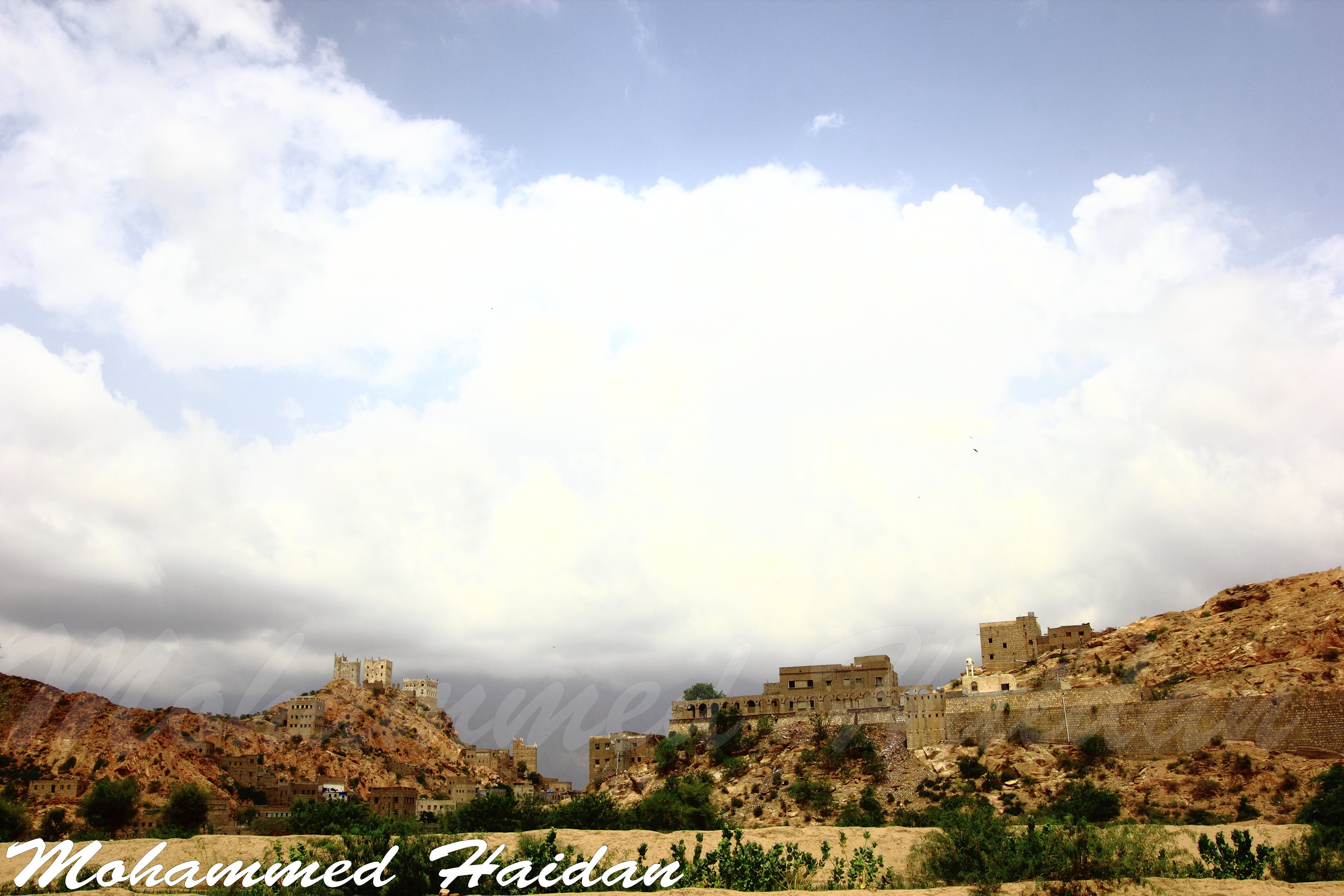
زارة
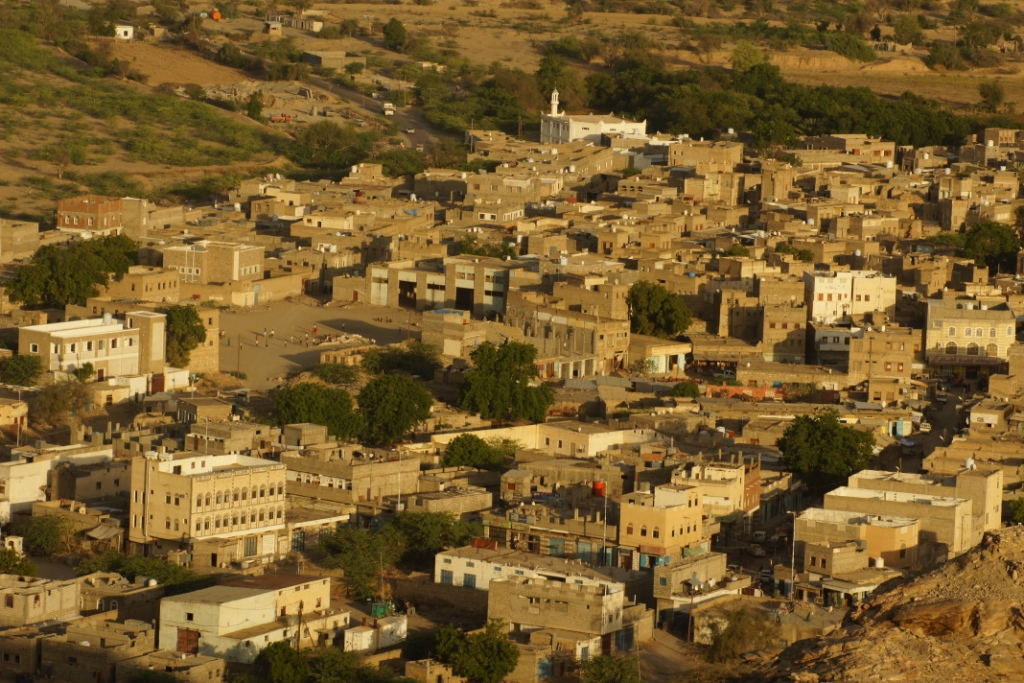
مودية